# Patrick Mtiliga
Patrick Mtiliga (Copenaghen, 28 gennaio 1981) è un dirigente sportivo ed ex calciatore danese, di ruolo difensore, attuale vice direttore delle giovanili del Nordsjælland.

## Biografia
Nato a Copenaghen, è di origini tanzaniane.

## Caratteristiche tecniche
Terzino sinistro, poteva essere impiegato anche nel ruolo di difensore centrale.

## Carriera

### Giocatore

#### Club
Ha iniziato la propria carriera da calciatore nelle file del B.93. Acquistato dal Feyenoord nel 1999, è stato girato in prestito all'Excelsior, all'epoca società satellite del Feyenoord. Ha militato nelle file del club rossonero per quattro stagioni e mezzo, totalizzando 149 presenze e 30 reti. Rientrato al Feyenoord nel gennaio 2004, ha militato nelle file del club olandese per due stagioni e mezzo, durante le quali ha totalizzato appena 22 presenze in campionato e 4 in Coppa UEFA. Il 15 agosto 2006 si è trasferito al NAC Breda. L'esperienza nelle file del club giallonero è durata tre stagioni, durante le quali Mtliga ha totalizzato 97 presenze e 2 reti. Dopo dieci anni nei Paesi Bassi, il 30 giugno 2009 è stato ufficializzato il suo trasferimento al Malaga, club spagnolo. Ha militato nelle file del club spagnolo per due stagioni, totalizzando 49 presenze. Rimasto svincolato al termine della stagione 2010-2011, il 4 agosto 2011 è stato ingaggiato dal Nordsjælland, tornando così in Danimarca dopo tredici anni dall'esperienza al B.93. Ha militato nelle file del club giallorosso per sei stagioni e mezzo, vincendo un campionato nella stagione 2011-2012. Ha totalizzato, con il club danese, 167 presenze e 6 reti. Il 26 agosto 2017 ha ufficializzato il proprio ritiro dal calcio giocato al termine del 2017. Il 10 dicembre 2017 ha giocato l'ultima partita della sua carriera, disputando da titolare l'incontro di campionato casalingo contro l'Hobro terminato 3-2 per i padroni di casa.

#### Nazionale
Ha debuttato in Nazionale maggiore il 19 novembre 2008, nell'amichevole Danimarca-Galles (0-1), subentrando a Thomas Rasmussen all'inizio del secondo tempo. Nel maggio 2010 è stato inserito nella lista dei 30 preconvocati della Nazionale danese per i Mondiali 2010 ed è stato inserito nella lista definitiva dei 23 convocati per la competizione. È sceso in campo, con la selezione danese, nelle qualificazioni ai mondiali 2014. Il 16 ottobre 2012, in seguito al rifiuto di giocare al posto di Simon Poulsen nella gara di qualificazione ai mondiali contro l'Italia, è stato escluso a tempo indeterminato dalla nazionale danese. Ha totalizzato, con la maglia della Danimarca, 6 presenze.

### Dirigente sportivo
Terminata la carriera da calciatore, il 4 luglio 2018 è diventato direttore sportivo del B.93. Dopo tre stagioni al B 93, il 31 maggio 2021 viene ufficializzato il suo ritorno al Nordsjælland, nel ruolo di assistente dirigenziale del settore giovanile. L'8 agosto 2023 è diventato vice direttore del settore giovanile del Nordsjælland.

## Statistiche

### Presenze e reti nei club
| Stagione            | Squadra             | Campionato          | Campionato | Campionato | Coppe nazionali | Coppe nazionali | Coppe nazionali | Coppe continentali | Coppe continentali | Coppe continentali | Altre coppe | Altre coppe | Altre coppe | Totale | Totale | Totale |
| Stagione            | Squadra             | Comp                | Pres       | Reti       | Comp            | Pres            | Reti            | Comp               | Pres               | Reti               | Comp        | Pres        | Reti        | Pres   | Reti   |        |
| ------------------- | ------------------- | ------------------- | ---------- | ---------- | --------------- | --------------- | --------------- | ------------------ | ------------------ | ------------------ | ----------- | ----------- | ----------- | ------ | ------ | ------ |
| 1998-1999           | B.93                | SL                  | 13         | 0          | DBUS            | ?               | ?               | -                  | -                  | -                  | -           | -           | -           | 13+    | 0+     |        |
| 1999-2000           | Excelsior           | ED                  | 31         | 10         | KNVBB           | 3               | 1               | -                  | -                  | -                  | -           | -           | -           | 34     | 11     |        |
| 2000-2001           | Excelsior           | ED                  | 29         | 6          | KNVBB           | 0               | 0               | -                  | -                  | -                  | -           | -           | -           | 29     | 6      |        |
| 2001-2002           | Excelsior           | ED                  | 27         | 4          | KNVBB           | 0               | 0               | -                  | -                  | -                  | -           | -           | -           | 27     | 4      |        |
| 2002-2003           | Excelsior           | E                   | 29         | 3          | KNVBB           | 6               | 1               | -                  | -                  | -                  | -           | -           | -           | 35     | 4      |        |
| 2003-gen. 2004      | Excelsior           | ED                  | 23         | 5          | KNVBB           | 1               | 0               | -                  | -                  | -                  | -           | -           | -           | 24     | 5      |        |
| Totale Excelsior    | Totale Excelsior    | Totale Excelsior    | 139        | 28         |                 | 10              | 2               |                    | -                  | -                  |             | -           | -           | 149    | 30     |        |
| gen.-giu. 2004      | Feyenoord           | E                   | 11         | 0          | KNVBB           | 0               | 0               | UEFA               | 0                  | 0                  | -           | -           | -           | 11     | 0      |        |
| 2004-2005           | Feyenoord           | E                   | 11         | 0          | KNVBB           | 0               | 0               | UEFA               | 4                  | 0                  | -           | -           | -           | 15     | 0      |        |
| 2005-2006           | Feyenoord           | E                   | 0          | 0          | KNVBB           | 0               | 0               | UEFA               | 0                  | 0                  | -           | -           | -           | 0      | 0      |        |
| Totale Feyenoord    | Totale Feyenoord    | Totale Feyenoord    | 22         | 0          |                 | 0               | 0               |                    | 4                  | 0                  |             | -           | -           | 26     | 0      |        |
| 2006-2007           | NAC Breda           | E                   | 22         | 2          | KNVBB           | 1               | 0               | -                  | -                  | -                  | -           | -           | -           | 23     | 2      |        |
| 2007-2008           | NAC Breda           | E                   | 30+5       | 0+0        | KNVBB           | 3               | 0               | -                  | -                  | -                  | -           | -           | -           | 38     | 0      |        |
| 2008-2009           | NAC Breda           | E                   | 27+4       | 0+0        | KNVBB           | 3               | 0               | Intertoto          | 2                  | 0                  | -           | -           | -           | 36     | 0      |        |
| Totale NAC Breda    | Totale NAC Breda    | Totale NAC Breda    | 88         | 2          |                 | 7               | 0               |                    | 2                  | 0                  |             | -           | -           | 97     | 2      |        |
| 2009-2010           | Malaga              | PD                  | 24         | 0          | CR              | 2               | 0               | -                  | -                  | -                  | -           | -           | -           | 26     | 0      |        |
| 2010-2011           | Malaga              | PD                  | 19         | 0          | CR              | 4               | 0               | -                  | -                  | -                  | -           | -           | -           | 23     | 0      |        |
| Totale Malaga       | Totale Malaga       | Totale Malaga       | 43         | 0          |                 | 6               | 0               |                    | -                  | -                  |             | -           | -           | 49     | 0      |        |
| 2011-2012           | Nordsjælland        | SL                  | 24         | 2          | DBUS            | 2               | 0               | UEL                | 0                  | 0                  | -           | -           | -           | 26     | 2      |        |
| 2012-2013           | Nordsjælland        | SL                  | 26         | 2          | DBUS            | 0               | 0               | UCL                | 6                  | 0                  | -           | -           | -           | 32     | 2      |        |
| 2013-2014           | Nordsjælland        | SL                  | 29         | 1          | DBUS            | 5               | 0               | UCL+UEL            | 1+2                | 0+0                | -           | -           | -           | 37     | 1      |        |
| 2014-2015           | Nordsjælland        | SL                  | 26         | 0          | DBUS            | 0               | 0               | -                  | -                  | -                  | -           | -           | -           | 26     | 0      |        |
| 2015-2016           | Nordsjælland        | SL                  | 16         | 1          | DBUS            | 0               | 0               | -                  | -                  | -                  | -           | -           | -           | 16     | 1      |        |
| 2016-2017           | Nordsjælland        | SL                  | 15         | 0          | DBUS            | 1               | 0               | -                  | -                  | -                  | -           | -           | -           | 16     | 0      |        |
| lug.-dic. 2017      | Nordsjælland        | SL                  | 14         | 0          | DBUS            | 0               | 0               | -                  | -                  | -                  | -           | -           | -           | 14     | 0      |        |
| Totale Nordsjælland | Totale Nordsjælland | Totale Nordsjælland | 150        | 6          |                 | 8               | 0               |                    | 9                  | 0                  |             | -           | -           | 167    | 6      |        |
| Totale carriera     | Totale carriera     | Totale carriera     | 455        | 36         |                 | 31+             | 2+              |                    | 15                 | 0                  |             | -           | -           | 501+   | 38+    |        |

### Cronologia presenze e reti in nazionale
| Cronologia completa delle presenze e delle reti in nazionale ― Danimarca | Cronologia completa delle presenze e delle reti in nazionale ― Danimarca | Cronologia completa delle presenze e delle reti in nazionale ― Danimarca | Cronologia completa delle presenze e delle reti in nazionale ― Danimarca | Cronologia completa delle presenze e delle reti in nazionale ― Danimarca | Cronologia completa delle presenze e delle reti in nazionale ― Danimarca | Cronologia completa delle presenze e delle reti in nazionale ― Danimarca | Cronologia completa delle presenze e delle reti in nazionale ― Danimarca |
| Data                                                                     | Città                                                                    | In casa                                                                  | Risultato                                                                | Ospiti                                                                   | Competizione                                                             | Reti                                                                     | Note                                                                     |
| ------------------------------------------------------------------------ | ------------------------------------------------------------------------ | ------------------------------------------------------------------------ | ------------------------------------------------------------------------ | ------------------------------------------------------------------------ | ------------------------------------------------------------------------ | ------------------------------------------------------------------------ | ------------------------------------------------------------------------ |
| 19-11-2008                                                               | Brøndby                                                                  | Danimarca                                                                | 0 – 1                                                                    | Galles                                                                   | Amichevole                                                               | -                                                                        | 46’                                                                      |
| 27-5-2010                                                                | Aalborg                                                                  | Danimarca                                                                | 2 – 0                                                                    | Senegal                                                                  | Amichevole                                                               | -                                                                        | 46’                                                                      |
| 1-6-2010                                                                 | Johannesburg                                                             | Australia                                                                | 1 – 0                                                                    | Danimarca                                                                | Amichevole                                                               | -                                                                        | 87’                                                                      |
| 5-6-2010                                                                 | Atteridgeville                                                           | Sudafrica                                                                | 1 – 0                                                                    | Danimarca                                                                | Amichevole                                                               | -                                                                        | 35’                                                                      |
| 17-11-2010                                                               | Aarhus                                                                   | Danimarca                                                                | 0 – 0                                                                    | Rep. Ceca                                                                | Amichevole                                                               | -                                                                        |                                                                          |
| 15-1-2012                                                                | Bangkok                                                                  | Danimarca                                                                | 1 – 1                                                                    | Norvegia                                                                 | Amichevole                                                               | -                                                                        |                                                                          |
| 12-10-2012                                                               | Sofia                                                                    | Bulgaria                                                                 | 1 – 1                                                                    | Danimarca                                                                | Qual. Mondiali 2014                                                      | -                                                                        | 54’ 69’                                                                  |
| Totale                                                                   |                                                                          | Presenze                                                                 | 7                                                                        |                                                                          | Reti                                                                     | 0                                                                        |                                                                          |

## Palmarès

### Club

#### Competizioni nazionali
- Superligaen: 1

Nordsjælland: 2011-2012